# Aftertouch
En musique, l'aftertouch (littéralement « après touche ») est la capacité du clavier d'un instrument à répondre au jeu du musicien par la pression exercée avec le doigt lors du maintien d'une note (donc après l'avoir déclenchée).

## Caractéristiques
L'aftertouch est généralement utilisé dans le contexte des instruments électroniques comme les synthétiseurs. Il ne doit pas être confondu avec la vélocité, qui elle concerne l'attaque initiale de la note, la vitesse à laquelle la touche du clavier est enfoncée. Par exemple un piano répond différemment suivant la force exercée pour enfoncer les touches. Ses prédécesseurs dont le clavecin n'avaient pas cette dynamique propre.
La vélocité et la pression sur les touches sont donc deux notions différentes, et sont transmises indépendamment l'une de l'autre par les signaux MIDI. L'aftertouch permet de moduler le son (par exemple, typiquement, pour obtenir un vibrato plus ou moins prononcé, ou un timbre plus ou moins brillant) une fois la touche enfoncée, en modifiant la pression exercée sur celle-ci.
L'aftertouch est dit « monophonique » lorsque le signal de modulation est global quelle que soit le nombre de touches enfoncées et affecte l'ensemble du son produit par l'instrument. L'aftertouch est dit « polyphonique » lorsqu'il est possible de contrôler chaque note séparément et indépendamment des autres dans un accord en exerçant une pression différente par chaque doigt sur chaque touche. Les claviers à aftertouch monophonique sont courants, on peut citer par exemple les Korg M1, Yamaha DX7, Roland D-50, etc. En revanche les claviers qui transmettent l'aftertouch polyphonique sont très rares, car techniquement beaucoup plus complexes. Le Yamaha CS-80 produit dans les années 1970 en était doté et était un modèle du genre, tandis que le Prophet T8 de Sequential devient en 1983 le tout premier synthétiseur MIDI équipé d'un clavier à aftertouch polyphonique. Outre le clavier, il faut également que le générateur de sons qu'il pilote soit capable de répondre à une telle commande polyphonique, ce qui n'est pas, non plus, souvent le cas.
Des claviers comme les Roland FA-06, FA-07 et FA-08 permettent d'obtenir des effets d'aftertouch par pression d'une pédale en option. Les iPhone 6s, iPhone 7, iPhone 6s Plus et iPhone 7 Plus permettent aussi d'utiliser l'aftertouch polyphonique dans l'application GarageBand,.